# ティーン教会

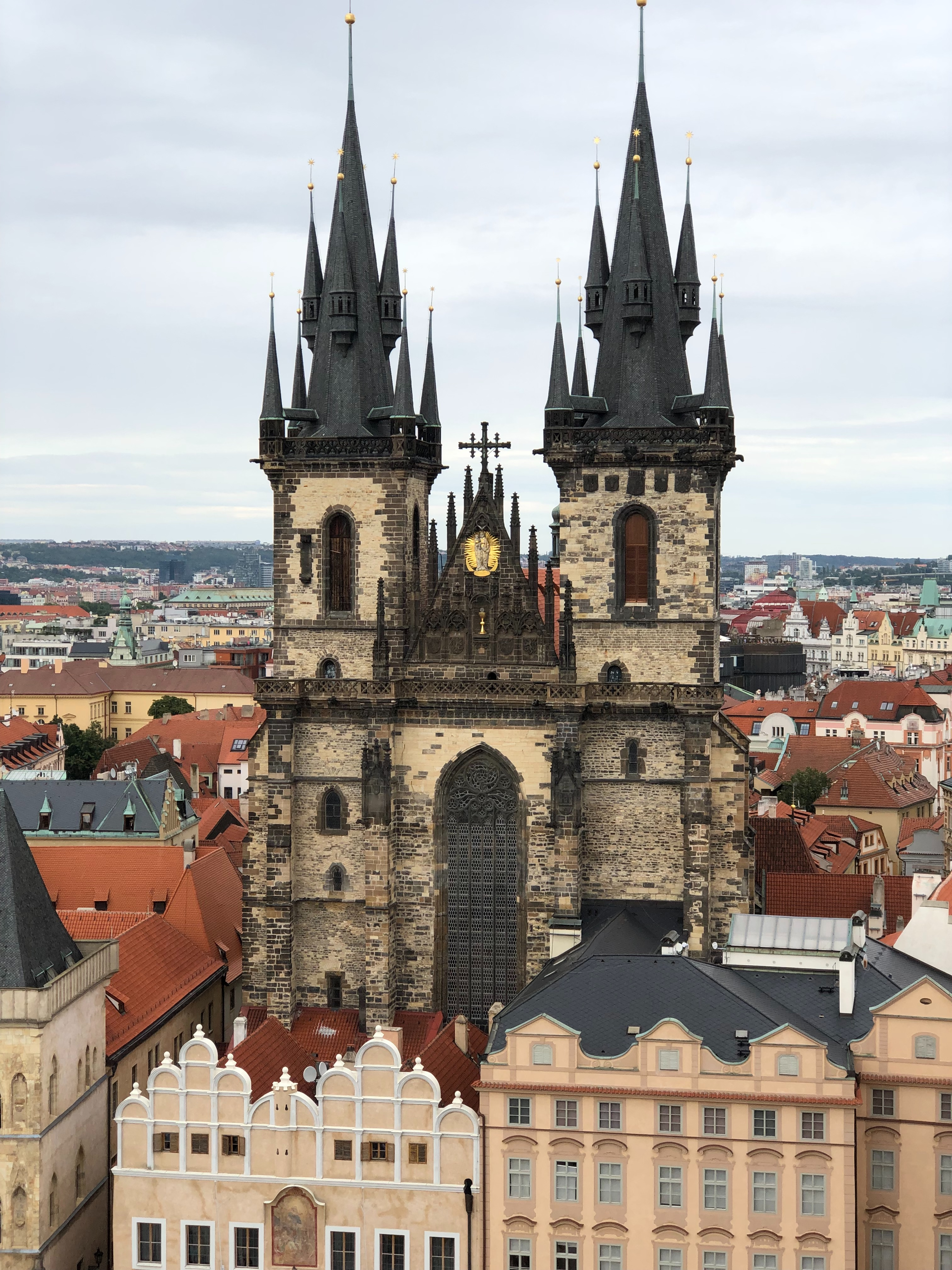
ティーン教会

ティーン教会（ティーンきょうかい、チェコ語: Týnský chrám）は、チェコのプラハにあるゴシック様式の教会である。正式名称は「ティーン（税関）前の聖母マリア教会（チェコ語: Kostel Matky Boží před Týnem）」である。教会名の由来はかつて裏側に税関（ティーン）があったことから。ティコ・ブラーエの墓がある。